# Њуарк (Илиноис)
Њуарк (енгл. Newark) град је у америчкој савезној држави Илиноис.

## Демографија
По попису из 2010. године број становника је 992, што је 105 (11,8%) становника више него 2000. године.
| Група             | 2000.       | 2010.       |
| Белци             | 862 (97,2%) | 942 (95,0%) |
| Афроамериканци    | 0 (0,0%)    | 5 (0,5%)    |
| Азијати           | 2 (0,2%)    | 4 (0,4%)    |
| Хиспаноамериканци | 19 (2,1%)   | 32 (3,2%)   |
| Укупно            | 887         | 992         |